# Hoplocrepis mexicana
Hoplocrepis mexicana är en stekelart som beskrevs av Yefremova 2003. Hoplocrepis mexicana ingår i släktet Hoplocrepis och familjen finglanssteklar. Inga underarter finns listade i Catalogue of Life.